# Patrick Phiri (Fußballspieler, 1956)
Patrick Phiri (* 3. Mai 1956 in Sambia) ist ein sambischer Fußballtrainer und ehemaliger Fußballspieler. Er ist seit Mitte Mai 2014 technischer Berater der namibischen Fußballnationalmannschaft.

## Spielerkarriere
Phiri spielte in den 1970ern als Flügelspieler bei Rhokana United und anschließend Anfang der 1980er bei den von der Zambian Air Force unterstützten Red Arrows. 
1978 stand er im Aufgebot der sambischen Nationalmannschaft beim Afrika-Cup 1978. Er kam dabei als Ersatzspieler zum Einsatz.

## Trainerkarriere
Nach seinem Karriereende wurde er nach Deutschland geschickt, um dort eine Trainerausbildung zu absolvieren. Nach Abschluss seiner Ausbildung kehrte er 1987 nach Sambia zurück und trainierte bis 1991 seinen ehemaligen Klub Red Arrows. 1995–1996 saß er auf der Trainerbank des Ligakonkurrenten Power Dynamos. 
1995 wurde er vom sambischen Verband angestellt und übernahm die U20-Nationalmannschaft, die er zur U-21-Fußball-Afrikameisterschaft 1997 führte, dort aber bereits in der Vorrunde scheiterte. Er wurde daraufhin entlassen, kehrte aber bereits 1998 auf die Trainerbank der U20 zurück, nachdem sein Vorgänger im Amt verstarb. Es gelang ihm, die Mannschaft zur Junioren-Fußballweltmeisterschaft 1999 zu führen, womit eine sambische Mannschaft erstmals an einer WM-Endrunde teilnahm. Die Mannschaft siegte im ersten Spiel mit 4:3 und erreichte anschließend gegen den späteren Weltmeister Spanien ein 0:0-Unentschieden. Im letzten Gruppenspiel gegen Brasilien ging die Mannschaft mit 1:0 nach neun Minuten durch Andrew Sinkala in Führung, musste sich aber letzten Endes der Mannschaft um die späteren Weltstars Ronaldinho und Mancini mit 1:5 geschlagen geben. Neben seinem Engagement im sambischen Verband trainierte er von 1997 bis 1999 seine ehemaligen Club Rhokana United – mittlerweile unter dem Namen Nkana Red Devils. 
Im selben Jahr konnte er mit der U20 den Gewinn des COSAFA-U20-Cup durch einen 2:0-Finalerfolg über den Erzrivalen Südafrika feiern. Anschließend ging er kurzzeitig nach Tansania und trainierte dort den Simba SC. 2002 wurde er Nachfolger des Dänen Roald Poulsen. Unter Phiri verpasste die sambische A-Nationalmannschaft erstmals seit 1988 die Teilnahme am afrikanischen Kontinentalturnier und er wurde nach einer Niederlage im COSAFA-Cup gegen Botswana entlassen.
Phiri trainierte erneut den tansanischen Klub Simba SC, hatte aber in der laufenden Saison einen schweren Autounfall, was seinem bis dato erfolgreichen Engagement ein jähes Ende bereitete. Nach seiner Genesung wurde er bei den Nkana Red Devils Technischer Direktor. Als Kalusha Bwalya 2006 seinen Vertrag als sambischer Nationaltrainer nicht mehr verlängerte, und der Favorit auf seine Nachfolge, Ben Bamfuchile, den Trainerposten in Namibia annahm, wurde Phiri als Übergangslösung erneut Nationaltrainer.
Mit den Siegen beim COSAFA-Cup 2006 und dem CECAFA-Cup im selben Jahr, gewann Sambia erstmals seit 1998 wieder internationale Turnier und zugleich festigte er seine Position als Nationaltrainer. In der Qualifikation für die Afrikameisterschaft 2008 sah es lange Zeit so aus, als würde Phiri wieder scheitern. Erst durch einen überraschenden 3:1-Auswärtssieg am letzten Spieltag gegen Südafrika konnte man sich im letzten Augenblick doch noch qualifizieren. Nachdem die Mannschaft beim Finalturnier hinter Ägypten und Kamerun nur den dritten Platz belegt hatte und damit in der Vorrunde ausgeschieden war, wurde Phiri entlassen und durch Hervé Renard ersetzt.